# Негро-голландська мова
Негро-голландська мова — (нід: Negerhollands) — креольська мова на основі Голландської, якою колись розмовляли в данській Вест-Індії, в даний час відомої як Американські Віргінські острови. Негро-голландська містить слова з данської, англійської, французької, іспанської та різних африканських мов. Незважаючи на свою назву, негро-голландська містить слова в основному з Зеландського, а не з Голландського діалекту.

## Історія
Негро-голландська з'явилися близько 1700 року на Віргінські островах Сент-Джон, Сент-Круа, і особливо на Сент-Томас, які потім стали Данською колонією. Відповідно до одної з найпоширеніших теорій щодо її походження, креольська мова почала зароджуватися на острові Сент-Томас коли туди переселилися голландські плантатори разом зі своїми рабами з острова Сінт-Естатіус після англійських набігів на нього у 1666 році. Перепис населення на Сент-Томасі 1688 року показує, що з 317 європейських домогосподарств на Сент-Томас, 66 були голландськими, 32 були англійськими, і 20 були данськими. Це також пояснює значний вплив на англійської та данської на розвиток негро-голландської мови. На острові Сент-Джон аналогічне спостереження можна зробити, з перепису 1721 року за яким 25 з 39 плантаторів були голландцями, і тільки 9 були данцями. Відповідно до іншої теорії, негро-голландська мова була занесена рабами з голландських фортів в Західній Африці (наприклад, голландського Золотого берега або Сенегамбії).
З 1732, моравські місіонери почали відвідувати Віргінські острови, які ввели версію даної мови, званої Хох-Креол. З 1765 до 1834, багато текстів були написані на цій мові. У 1770 року моравські місіонери надрукували обґрунтування і невеликий лютеранської катехизис, а потім в 1781 році переклад нового Завіту на Хох Kreol.
Мова почала занепадати на початку 19-го століття, коли англійська стала домінуючою мовою Віргінських островів. Служба в лютеранській церкві йшла на Хох-Креол до 1830-х. Після переходу молодого покоління на англійську як рідну мову, використання Хох-Креол, стало обмежуватися у богослужіннях, і поступово вона була замінена англійською-креольською мовою. Швидше за все останній носій Аліса Стівенсон, померла у 1987.

## Зразок тексту
«Die hab well twee drie onder die swart Volk, die sender a leer voor verstaan beetje van die hollandisch Taal, as sender woon na die Stadt, en hoor die ider Dag van die Blanko, maar die Plantey-Volk no kan vor verstaan die soo. Doch, die no sal maak een Verhinder, as die lieve Broeer will skriev eenmaal na sender, maski die ben Hollandisch of na die Hoogduytsch, soo die sal maak sender moeschi bli, en ons sal lees die Brief voor sender na Creol. Na St. Croix die hab meer van die Negers, die sender kan verstaan English, as na St. Thomas en St. Jan, maar doch sender English Praat ka mingel ook altoeveel met die Creol- en Guinee-taal… Da Neger-English die ben.»